# Oxyceros patulus
Oxyceros patulus är en måreväxtart som först beskrevs av Thomas Horsfield och Schult., och fick sitt nu gällande namn av Colin Ernest Ridsdale. Oxyceros patulus ingår i släktet Oxyceros och familjen måreväxter. Inga underarter finns listade i Catalogue of Life.